# 南方哥特

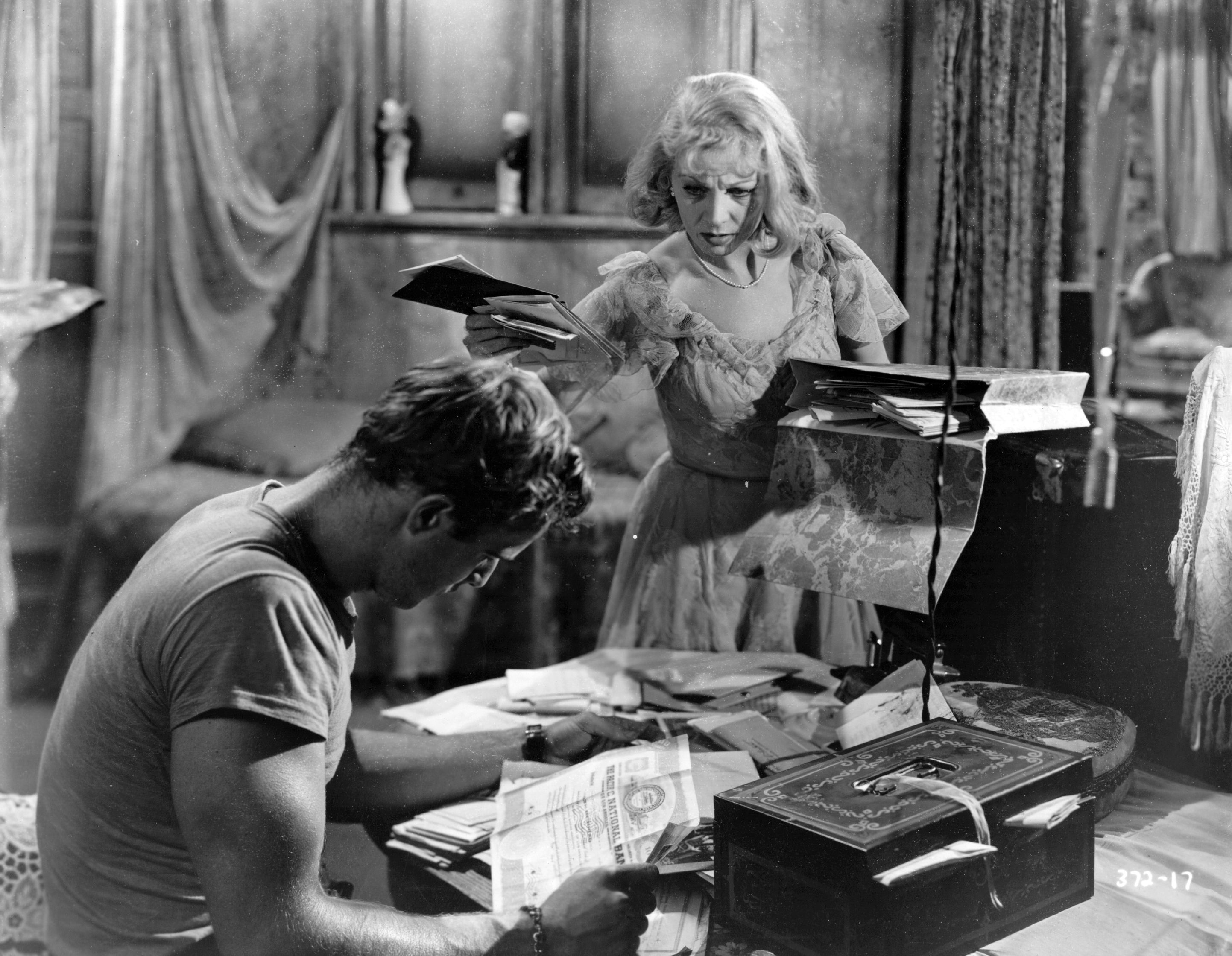
马龙·白兰度和费雯·丽主演的1951年电影《欲望号街车》是南方哥特式电影的代表作之一。

南方哥特（英語：Southern Gothic）是小说、乡村音乐、电影、戏剧和电视的一种艺术亚流派，深受哥特元素和美国南方文化的影响。南方哥特流派的常见主题包括讲述存在严重缺陷、令人不安或怪僻的人物故事，这些人物可能涉及胡都、颓败或废弃的环境、怪诞的情形以及其他与贫穷、社會異化、犯罪或暴力有关或源于贫穷、社会异化、犯罪或暴力的险恶事件。